# Igora-Genossenschaft für Aluminiumrecycling Schweiz
Die Igora-Genossenschaft für Aluminium-Recycling ist ein genossenschaftlich organisiertes Schweizer Unternehmen zur Sammlung von Aluminiumverpackungen fürs Recycling und hat ihren Sitz in Zürich. Genossenschaftsmitglieder sind Akteure der Getränke-, Tiernahrungsschalen-, Lebensmitteltuben- und Aluminiumindustrie sowie des Handels. 

## Geschichte
1989 drohte der Bundesrat mit dem Verbot der Alu-Getränkedose. Hintergrund war die starke Verunreinigung von Städten und Landschaft durch falsch entsorgte Getränkedosen (Littering). Zusammen mit der Getränke- und Aluminiumindustrie erarbeitete die Igora-Genossenschaft 1989 ein privatwirtschaftliches Sammel- und Recyclingkonzept. Kernstück dieser Branchenlösung ist der freiwillig vorgezogene Recyclingbeitrag VRB (kein Pfand, keine Busse). Der VRB betrug 1989 5 Rappen pro verkaufte Dose und ist kontinuierlich gesunken. Heute liegt er bei 1 Rappen pro Dose (31. Dezember 2009). Auch auf Lebensmitteltuben und Tiernahrungsschalen aus Aluminium gibt es einen vorgezogenen Recyclingbeitrag von je 1 Rappen pro Verpackung. Mit diesen vorgezogenen Beiträgen wird die Sammellogistik betrieben, Sammelentschädigungen ausbezahlt und eine breit gefächerte Kommunikation finanziert.
In Zusammenarbeit mit Gemeinden und Städten, dem Detailhandel, Igora-Mitgliedern, dem Altstoffhandel, den Aufbereitungszentren und Recyclingwerken setzt sich Igora für ein optimales Sammel- und Recyclingsystem ein. 
1989 wurden 31 Prozent der gebrauchten Aludosen zur Wiederverwertung gesammelt. 1999 wurden bereits um die 90 Prozent des verkauften Aluminiums gesammelt und dem Recycling zugeführt. Seit der Jahrtausendwende hat sich die Rücklaufquote von Aludosen in der Schweiz bei 91 Prozent eingependelt. Präsident ist (2010) Robert Bühler und Geschäftsführer Markus Tavernier. Die Mehrzahl der Recyclingorganisationen in der Schweiz ist zusammengefasst im Verein Swiss Recycling. IGORA ist Mitglied der Swiss Recycling.

## Sammellogistik
Igora betreibt seit 1989 ein dichtes Netz von Aluminiumsammelstellen. In fast allen der rund 2600 Schweizer Gemeinden steht mindestens eine Aluminiumsammelstelle, die von der Gemeinde betrieben wird (Haushaltsaluminium). Pro Tonne gesammeltes Haushaltsaluminium erhält die Gemeinde 100 Franken Entschädigungsbeitrag von der Igora-Genossenschaft (Logistikbeitrag; 31. Dezember 2009). Parallel dazu gibt es eine Vielzahl von privaten Sammelstellenbetreibern, die sich in der Regel speziell auf das Sammeln von Getränkedosen konzentrieren. Die Igora-Genossenschaft stellt diesen Sammlern Dosenpressen zur Verfügung, damit das Sammelgut möglichst schon vor Ort maximal verdichtet wird. Pro 1 Kilo gesammelte Dosen erhalten die Sammler eine Entschädigung von 1.30 Franken (31. Dezember 2009).

## Recycling (Sammelgut, Weg der Verwertung, Ökobilanz)
In der Schweiz gibt es zwei einander ergänzende Sammelsysteme: Gemeinden bieten für Haushaltsaluminium gemeindeeigene Sammelstellen an. Das Sammelgut besteht aus Aludosen, Tiernahrungsschalen, Lebensmitteltuben, Alu-Joghurtdeckel, gebrauchte Alufolie, Verpackungsmaterial mit dem Alu-Signet etc. Verbundstoffe können nicht dem Recycling zugeführt werden. Bei Alufolien und anderen Alu-Verpackungen hilft der Trick mit dem Knick für die Unterscheidung reinen Aluminiums und Verbundstoffe. Zerknüllte Alufolie bzw. Aluverpackungen öffnen sie sich nicht wieder. Bleiben die Knicke in der Folie bestehen, kann sie dem Aluminiumrecycling zugeführt werden.
In der Schweiz wird Aluminium in den Gemeindesammelstellen in der Regel gemeinsam mit Stahlblech in einem Sammelbehälter gesammelt. Die beiden Materialien können in der stofflichen Verwertung mittels Magnet einfach getrennt werden. 
Parallel existiert ein Sammelnetz von privaten Sammlern, die sich in der Regel auf das Sammeln von Aludosen beschränken (Siehe auch Finanzierung). Das Alu-Sammelgut wird in grenznahen Schmelzwerken (Süddeutschland, Norditalien) geschmolzen und in Alubarren gegossen. Dieses Sekundäraluminium kann von der Aluminiumindustrie ohne Qualitätseinbusse für verschiedene Anwendungen wieder verwendet werden. Beim Recycling von Aludosen kann rund 95 Prozent der Energie eingespart werden, die zur Herstellung von neuem Aluminium aus Bauxit verwendet würde. Der Werkstoff Aluminium kann beliebig oft und ohne Qualitätseinbussen wieder verwendet werden. Jedes gesammelte und rezyklierte Kilo Aluminium spart 9 kg CO2 im Vergleich zu Primäraluminium aus Bauxit.

## Sensibilisierung / Öffentlichkeitsarbeit
Die Recyclingquote von Aluminiumdosen in der Schweiz beträgt 91 % Tiernahrungsschalen 80 %, Lebensmitteltuben 60 % (31. Dezember 2009). Die Igora-Genossenschaft setzt für die Erhaltung der hohen Recyclingquoten auf verstärkte Kommunikation insbesondere im Kampagnenbereich. Die Igora-Genossenschaft ist massgeblich an den Aktivitäten der Igsu (Interessengemeinschaft Saubere Umwelt Schweiz) beteiligt, die sich mit dem Vermeiden von Littering in der Schweiz befasst.

## Finanzierung (VRB)
Im Verkaufspreis jeder Aludose in der Schweiz ist seit dem 1. Juli 2008 1 Rappen vorgezogener Recyclingbeitrag (VRB) enthalten. Je 1 Rappen vorgezogener Recyclingbeitrag wird auch auf Aluschalen für Tiernahrungsmittel und Lebensmitteltuben erhoben.
Weitere Beiträge erhält die Igora-Genossenschaft zudem von der Aluminiumindustrie und kann somit ihre Aufgaben rund um das Sammeln und Recyclen von Aluminium erfüllen. Zu den jeweils grössten Posten bei den Ausgaben der Igora-Genossenschaft zählen die Kosten für Kommunikation und Vergütungen für Sammler. So erhalten die Schweizer Alu-Sammler pro Jahr durchschnittlich 2,7 Millionen Franken.